# Maniża
Maniża Dalerowna Sangin (ros. Манижа Далеровна Сангин; Maniża Dalerowna Sangin, tadż. Манижа Далеровна Ҳамроева; Maniża Dalerowna Chamrojewa, ur. 8 lipca 1991 w Duszanbe) – rosyjsko-tadżycka piosenkarka. Reprezentantka Rosji w 65. Konkursie Piosenki Eurowizji (2021).

## Życiorys
Urodziła się 8 lipca 1991 w Duszanbe w rodzinie psycholożki i projektantki odzieży, Najiby Usmanovej, oraz ojca lekarza. Jej rodzice są rozwiedzeni, a jej ojciec nie popiera jej kariery muzycznej, wierząc, że nie był to odpowiedni wybór kariery dla muzułmańskiej kobiety. Dziadkiem Maniży był Todżi Usmon, tadżycki pisarz i dziennikarz. Maniża zmieniła nazwisko z Chamrojewa na Sangin, aby uhonorować swoją babcię, która była jedną z pierwszych osób, które zachęciły ją do rozpoczęcia kariery muzycznej.
W 1994 wraz z rodziną uciekła z Tadżykistanu z powodu wojny domowej, a następnie osiedliła się w Moskwie. Po przyjeździe do Moskwy rozpoczęła naukę w szkole muzycznej, gdzie uczyła się gry na fortepianie. Potem opuściła szkołę, aby rozpocząć szkolenie z prywatnymi trenerami wokalnymi. Studiowała psychologię na Rosyjskim Państwowym Uniwersytecie Humanistycznym.

## Kariera
Karierę muzyczną rozpoczęła w 2003, występując jako piosenkarka dziecięca. Brała udział w wielu dziecięcych konkursach wokalnych, zdobywając Grand Prix konkursu Tęczowych Gwiazd w Jurmale, stając się laureatką festiwalu Promień Nadziei organizowanego przez telewizję Mir, a także laureatką Kowieńskiego Konkursu Talentów. Nagrała wiele piosenek w języku rosyjskim i tadżyckim.
W 2007 dołączyła do projektu muzycznego Ru.Kola oraz została finalistką konkursu muzycznego Five Stars w Soczi. Po opuszczeniu projektu Ru.Kola w 2011 dołączyła do zespołu Assai, jednak niedługo później go opuściła, by dołączyć do grupy Krip De Shin, wraz z innymi byłymi członkami Assai. Z Krip De Shin występowała na różnych festiwalach muzycznych w Rosji. Ze względu na twórcze różnice między nią a zespołem opuściła grupę, po czym zamieszkała w Londynie, a później zaczęła studiować gospel w Londynie i Nowym Jorku.
W 2016 powróciła do działalności muzycznej, publikując kilka niezależnie wydanych singli. W lutym 2017 wydała debiutancki album studyjny pt. Manuscript. Jej drugi album studyjny, ЯIAM, ukazał się w marcu 2018. 
8 marca 2021 wzięła udział w rosyjskich eliminacjach do 65. Konkursu Piosenki Eurowizji z utworem „Russian Woman”, za który otrzymała 39,7% głosów telewidzów, dzięki czemu została reprezentantką Rosji w konkursie organizowanym w Rotterdamie. 18 maja wystąpiła w pierwszym półfinale Eurowizji i z trzeciego miejsca awansowała do finału, który odbył się 22 maja. Zajęła w nim dziewiąte miejsce po zdobyciu 204 punktów, w tym 100 pkt od telewidzów (8. miejsce) i 104 pkt od jurorów (8. miejsce).

## Dyskografia

### Albumy
| Tytuł      | Informacje                                      |
| ---------- | ----------------------------------------------- |
| Manuscript | - Wydany 17 lutego 2017 - Wytwórnia: niezależna |
| ЯIAM       | - Wydany 23 marca 2018 - Wytwórnia: niezależna  |

### Single
| Rok                                                      | Tytuł                               | Najwyższa pozycja na liście | Najwyższa pozycja na liście | Najwyższa pozycja na liście | Najwyższa pozycja na liście | Najwyższa pozycja na liście | Najwyższa pozycja na liście | Najwyższa pozycja na liście | Najwyższa pozycja na liście | Najwyższa pozycja na liście | Najwyższa pozycja na liście | Album                                        |
| Rok                                                      | Tytuł                               | RUS                         | RUS                         | UKR                         | UKR                         | BEL                         | GRE                         | NLD                         | ISL                         | LTU                         | SWE                         | Album                                        |
| Rok                                                      | Tytuł                               | YouTube                     | Radio & YouTube             | YouTube                     | Radio & YouTube             | Flandria                    | GRE                         | NLD                         | ISL                         | LTU                         | SWE                         | Album                                        |
| -------------------------------------------------------- | ----------------------------------- | --------------------------- | --------------------------- | --------------------------- | --------------------------- | --------------------------- | --------------------------- | --------------------------- | --------------------------- | --------------------------- | --------------------------- | -------------------------------------------- |
| 2016                                                     | „I Love Too Much”                   | –                           | –                           | –                           | –                           | –                           | –                           | –                           | –                           | –                           | –                           | –                                            |
| 2016                                                     | „Little Lady”                       | –                           | –                           | –                           | –                           | –                           | –                           | –                           | –                           | –                           | –                           | –                                            |
| 2016                                                     | „Sleepy Song” (ft. Dima Ustinow)    | –                           | –                           | –                           | –                           | –                           | –                           | –                           | –                           | –                           | –                           | –                                            |
| 2017                                                     | „Ustan”                             | –                           | –                           | –                           | –                           | –                           | –                           | –                           | –                           | –                           | –                           | ЯIAM (Deluxe Edition)                        |
| 2017                                                     | „Hear What I Feel”                  | –                           | –                           | –                           | –                           | –                           | –                           | –                           | –                           | –                           | –                           | –                                            |
| 2017                                                     | „The Emerald”                       | –                           | –                           | –                           | –                           | –                           | –                           | –                           | –                           | –                           | –                           | –                                            |
| 2018                                                     | „Lyubil kak mog”                    | –                           | –                           | –                           | –                           | –                           | –                           | –                           | –                           | –                           | –                           | –                                            |
| 2018                                                     | „Mne lerko”                         | –                           | –                           | –                           | –                           | –                           | –                           | –                           | –                           | –                           | –                           | –                                            |
| 2018                                                     | „Black Swan” (ft. Anja Czipowskaja) | –                           | –                           | –                           | –                           | –                           | –                           | –                           | –                           | –                           | –                           | –                                            |
| 2019                                                     | „Zavtrak”                           | –                           | –                           | –                           | –                           | –                           | –                           | –                           | –                           | –                           | –                           | –                                            |
| 2019                                                     | „Seychas dvazhly ne sluchitsya”     | –                           | –                           | –                           | –                           | –                           | –                           | –                           | –                           | –                           | –                           | –                                            |
| 2019                                                     | „Nedoslavyanka”                     | –                           | –                           | –                           | –                           | –                           | –                           | –                           | –                           | –                           | –                           | –                                            |
| 2019                                                     | „Vanya”                             | –                           | –                           | –                           | –                           | –                           | –                           | –                           | –                           | –                           | –                           | –                                            |
| 2020                                                     | „Chelovek2020”                      | –                           | –                           | –                           | –                           | –                           | –                           | –                           | –                           | –                           | –                           | –                                            |
| 2020                                                     | „Nachalo”                           | –                           | –                           | –                           | –                           | –                           | –                           | –                           | –                           | –                           | –                           | –                                            |
| 2020                                                     | „Na put voina vstayu”               | –                           | –                           | –                           | –                           | –                           | –                           | –                           | –                           | –                           | –                           | Mulan (Rosyjski dubbing) (ścieżka dźwiękowa) |
| 2020                                                     | „Gorod Solntsa”                     | –                           | –                           | –                           | –                           | –                           | –                           | –                           |                             | –                           | –                           | –                                            |
| 2021                                                     | „Pro tebya”                         | –                           | –                           | –                           | –                           | –                           | –                           | –                           | –                           | –                           | –                           | –                                            |
| 2021                                                     | „Akkulista” (ft. Everthe8)          | –                           | –                           | –                           | –                           | –                           | –                           | –                           | –                           | –                           | –                           | –                                            |
| 2021                                                     | „Russian Woman”                     | 1                           | 1                           | 2                           | 2                           | 82                          | 51                          | 81                          | 40                          | 12                          | 84                          | –                                            |
| 2021                                                     | „Derżi Menja Zemlja”                | –                           | –                           | –                           | –                           | –                           | –                           | –                           | –                           | –                           | –                           | –                                            |
| 2022                                                     | „Soldier”                           | –                           | –                           | –                           | –                           | –                           | –                           | –                           | –                           | –                           | –                           | –                                            |
| „–” oznacza, że singel nie był notowany na danej liście. |                                     |                             |                             |                             |                             |                             |                             |                             |                             |                             |                             |                                              |